# Freddie Young
Freddie Young, właściwie Frederick A. Young (ur. 9 października 1902 w Londynie, zm. 1 grudnia 1998 tamże) – brytyjski operator filmowy. Trzykrotny laureat Oscara za najlepsze zdjęcia.

## Kariera
Uchodzi za jednego z najwybitniejszych brytyjskich operatorów w historii. Debiutował pod koniec lat 20. Był autorem zdjęć do prawie 140 filmów. Po raz pierwszy do Oscara został nominowany w 1953 (Ivanhoe). Największy splendor przyniosła mu długoletnia współpraca z Davidem Leanem. Wspólnie nakręcili Lawrence’a z Arabii (1962), Doktora Żywago (1965) oraz Córkę Ryana (1970). W każdym z tych wypadków zdjęcia Younga nagrodzono Oscarem.

## Filmografia

### Krótkometrażowe
- 1928:
  - The Tonic (komedia: czas – 27')
  - Day-Dreams (komedia: 25')
  - Blue Bottles (komedia kryminalna: 26')
- 1952: Giselle (musical/fantasy: 31')
- 1956: Van Gogh: Darkness Into Light (dokumentalny: 21')

### Filmy/seriale TV
- 1960: Macbeth (dramat: czas – 90')
- 1970: The Maker and the Process (dokumentalny: 24')
- 1974: Love from A to Z (musical: 60')
- 1974: Wielkie nadzieje (dramat: 124')
- 1977: Człowiek w żelaznej masce (przygodowy: 100')
- 1979: Ike (mini-serial biogaficzny: 2 odcinki)
- 1980: Ike: The War Years (biograficzny/wojenny)
- 1981: Stainless Steel and the Star Spies (fantasy/SF: 60')

### Fabularne
- 1919:
  - The First Men in the Moon (fantasy: czas – 50')
- 1922:
  - Rob Roy (przygodowy)
- 1927:
  - The Flag Lieutenant (dramat wojenny)
  - The Somme (wojenny: 80')
- 1928:
  - Victory (wojenny: 100')
- 1929:
  - The Bondman (przygodowy)
  - A Peep Behind the Scenes (obyczajowy)
  - White Cargo (dramat obyczajowy: 88')
- 1930:
  - Rookery Nook (komedia: 90')
  - The W Plan (wojenny: 105')
  - The Loves of Robert Burns (biograficzny: 96')
  - Die Somme: Das Grab der Millionen (wojenny: 102')
  - On Approval (komedia: 100')
  - Canaries Sometimes Sing (komedia: 80')
  - A Warm Corner (komedia romantyczna: 104')
  - Plunder (komedia: 98')
  - Tons of Money (komedia: 97')
- 1931:
  - The Sport of Kings (komedia: 90')
  - The Speckled Band (kryminał: 90')
  - Tilly of Bloomsbury (komedia: 70')
  - The Chance of a Night Time (komediodramat: 70')
  - Carnival (obyczajowy: 88')
  - Mischief (komedia: 67')
  - Up for the Cup (komedia: 76')
- 1932:
  - The Blue Danube (obyczajowy: 72')
  - A Night Like This (72')
  - Good Night, Vienna (musical: 75')
  - The Mayor's Nest (komedia: 74')
  - Thark (horror: 79')
  - The Love Contract (musical: 80')
  - Leap Year (komedia: 91')
- 1933:
  - The King's Cup (melodramat: 76')
  - The Little Damozel (musical: 73')
  - Bitter Sweet (melodramat: 93')
  - Yes, Mr. Brown (musical: 90')
  - It's a King (komedia: 68')
  - Summer Lightning (komedia: 78')
  - That's a Good Girl (musical: 83')
  - Up for the Derby (komediodramat: 70')
  - Just My Luck (komedia: 77')
  - Trouble (70')
  - A Cuckoo in the Nest (komedia: 85')
  - Night of the Garter (komedia: 86')
- 1934:
  - The Queen's Affair (musical: 77')
  - Girls Please! (73')
  - Nell Gwyn (historyczny: 85')
  - The King of Paris (melodramat: 75')
- 1935:
  - Nie odchodź ode mnie (dramat: 95')
  - Peg of Old Drury (melodramat: 75')
  - Come Out of the Pantry (musical: 71')
- 1936:
  - When Knights Were Bold (komedia: 76')
  - Fame (komedia: 68')
  - Two's Company (komedia romantyczna: 64')
  - This'll Make You Whistle (musical: 79')
  - The Three Maxims (dramat muzyczny: 70')
- 1937:
  - London Melody (melodramat: 75')
  - The Frog (przygodowy: 75')
  - Limelight (musical: 80')
  - Królowa Wiktoria (dramat historyczny: 112')
  - The Rat (dramat kryminalny: 72')
  - Millions (komedia: 70')
- 1938:
  - A Royal Divorce (dramat historyczny: 85')
  - Sixty Glorious Years (dramat: 95')
- 1939:
  - Żegnaj Chips (melodramat: 114')
  - Sunset in Vienna (dramat: 54')
  - Nurse Edith Cavell (biograficzny/wojenny: 108')
- 1940:
  - Contraband (kryminał: 92')
  - Busman's Honeymoon (komediodramat: 99')
- 1941:
  - 49th Parallel (dramat wojenny: 123')
- 1942:
  - Młody Pitt (biograficzny: 118')
- 1945:
  - Cezar i Kleopatra (historyczny: 138')
- 1946:
  - Bedelia (melodramat: 90')
- 1947:
  - Nieodrodna córka (dramat sensacyjny: 114')
  - While I Live (dreszczowiec: 85')
- 1948:
  - Escape (dreszczowiec: 78')
  - Kadet Winslow (obyczajowy: 117')
- 1949:
  - Edward, mój syn (melodramat: 112')
  - Conspirator (dreszczowiec: 87')
- 1950: Wyspa skarbów (przygodowy: 96')
- 1951: Calling Bulldog Drummond (kryminał: 80')
- 1952: Ivanhoe (przygodowy: 106')
- 1953:
  - Mogambo (przygodowy: 116')
  - Sabotaż w pociągu (film noir: 72')
  - Rycerze Okrągłego Stołu (przygodowy: 115')
- 1954:
  - Kiedy ostatni raz widziałem Paryż (melodramat: 116')
  - Zdrada (dramat szpiegowski: 108')
- 1955: Uwikłany (film noir: 85')
- 1956:
  - Pasja życia (biograficzny: 122')
  - Zaproszenie do tańca (animacja/fantasy: 93')
  - Ludzie mieszanej krwi (przygodowy: 110')
  - Beyond Mombasa (sensacyjny: 90')
- 1957:
  - Mała chatka (komedia: 90')
  - Barretowie z ulicy Wimpole (biograficzny: 105')
  - Wyspa w słońcu (melodramat: 119')
- 1958:
  - Gospoda Szóstego Dobrodziejstwa (biograficzny/wojenny: 158')
  - Oskarżam! (dramat biograficzny: 99')
  - Gideon's Day (komediodramat: 91')
  - Niedyskrecja (komedia: 100')
- 1959:
  - Salomon i Królowa Saby (dramat historyczny: 141')
  - Wrak "Mary Deare" (przygodowy: 105')
- 1961:
  - Potwór z otchłani (horror/SF: 78')
  - Hand in Hand (dramat obyczajowy: 78')
  - The Greengage Summer (komediodramat: 99')
- 1962: Lawrence z Arabii (biograficzny: 228')
- 1964: The 7th Dawn (dramat wojenny: 123')
- 1965:
  - Doktor Żywago (melodramat: 197')
  - Lord Jim (przygodowy: 154')
  - Rotten to the Core (komedia: 89')
- 1967:
  - Żyje się tylko dwa razy (dreszczowiec: 117')
  - Śmiertelna sprawa (kryminał: 115')
- 1969:
  - Bitwa o Anglię (dramat wojenny: 132')
  - Zbereźnik (przygodowy: 95')
- 1970: Córka Ryana (melodramat: 206')
- 1971: Mikołaj i Aleksandra (biograficzny: 183')
- 1972: The Asphyx (horror/SF: 99')
- 1974:
  - Ziarnko tamaryszku (dreszczowiec: 125')
  - Luther (biograficzny: 112')
- 1975: Spirala śmierci (dreszczowiec: 93')
- 1976: Błękitny ptak (przygodowy: 99')
- 1978: Stevie (biograficzny: 102')
- 1979: Krwawa linia (kryminał: 116')
- 1980:
  - Gruby szlif (przygodowy: 112')
  - Rzeczy Ryszarda (obyczajowy: 104')
- 1983: Invitation to the Wedding (komedia: 90')
- 1984: Miecz bohaterów (przygodowy: 102')

## Nagrody
- Nagroda Akademii Filmowej
  - 1962: Lawrence z Arabii
1965: Doktor Żywago
1970: Córka Ryana
- Nagroda BAFTA 1972: BAFTA Fellowship